# Landschaftsschutzgebiet Döhmerbach
Das Landschaftsschutzgebiet Döhmerbach mit 5 ha Flächengröße liegt nördlich von Alverdissen im Stadtgebiet von Barntrup. Es wurde 2006 mit dem Landschaftsplan Oberes Begatal durch den Kreistag des Kreises Lippe als Landschaftsschutzgebiet (LSG) ausgewiesen.

## Beschreibung
Das LSG ist vom Landschaftsschutzgebiet Lipper und Pyrmonter Bergland umgeben. Das LSG umfasst den Döhmerbach von seinen Quellbereichen bis zur Stadtgrenze von Barntrup. Auf dem Gebiet von Extertal liegt der Döhmerbach im durch den Landschaftsplan Extertal ausgewiesenen Landschaftsschutzgebiet Döhmerbachtal. Der Döhmerbach ist ein naturnaher Bach mit beidseitigem Ufergehölz. Stellenweise befinden sich quellig durchsickerter, episodisch überfluteter, bachbegleitender Erlenwald und episodisch überfluteter Eschenwald in der Aue. Am Westende des LSG liegt eine intensiv genutzte Teichanlagen mit Fisch- und Kleintierhaltung in der Bachaue.
Zum Landschaftsschutzgebiet führt der Landschaftsplan aus: „Das Gebiet hat regionale Bedeutung und liegt innerhalb der Biotopverbundfläche der LÖBF NRW VB-DT-3920-007 "Hohe Asch, Gr. Egge, Hettberg, Rott, Brommberg u. Mönkeberg". “

## Schutzzwecke für das LSG
Laut Landschaftsplan erfolgte die Ausweisung des LSG
- „zur Erhaltung und Wiederherstellung der Leistungsfähigkeit des Naturhaushaltes in ökologisch besonders wertvoll strukturierten Bereichen mit Wasser-, Klima- und Biotopschutzfunktionen,“
- „zur Erhaltung und Wiederherstellung von Quellbereichen und naturnahen Fließgewässern, Wald- und Grünlandbereichen unterschiedlicher Feuchtestufen, Feldgehölzen, Hecken und Obstwiesen,“
- „zur Erhaltung morphologisch ausgeprägter Bereiche zur Sicherung der landschaftlichen Eigenart und Vielfalt für die Erholung, “
- „zur Erhaltung wertvoller Biotopkomplexe aus Wald-Grünlandbereichen, Fließgewässern und Quellen sowie Biotopen nach § 62 LG mit wichtigen Refugial-, Puffer-, Trittstein- und Vernetzungsfunktionen,“
- „zur Erhaltung und Wiederherstellung wichtiger Rückzugsräume für die bedrohte Tier- und Pflanzenwelt,“
- „zur Sicherung von kulturhistorisch bedeutsamen Landschaften, z. B. Terrassenkulturlandschaften,“
- „zur Sicherung der das Orts- und Landschaftsbild gliedernden und belebenden und die dörflichen Siedlungsstrukturen prägenden Freiraumelemente.“[1]

## Rechtliche Vorschriften
Im Landschaftsschutzgebiet ist unter anderem das Errichten von Bauten und Fischteichen verboten.